# Кармен (сборник Блока)
«Кармен» — поэтический цикл Александра Блока. Посвящён оперной певице Л. А. Дельмас, исполнявшей партию Кармен в опере Ж. Бизе.
В цикле отображены и переплетены сразу три сюжетных линии: музыкальная (опера Бизе), литературная (новелла П. Мериме) и биографическая (история взаимоотношений поэта и Л. Дельмас, чьё исполнение роли Кармен в Театре музыкальной драмы потрясло Блока).
Цикл состоит из 10 стихотворений, созданных в марте 1914 года (при этом почти все стихи написаны за короткий промежуток времени — в последнюю неделю месяца). Был впервые опубликован в № 4/5 журнала «Любовь к трём апельсинам» без двух стихотворений («На небе — празелень, и месяца осколок…» и «Есть демон утра. Дымно-светел он…»), вошедших в состав цикла позднее. В дальнейшем цикл вошёл в третью книгу Стихотворений поэта, выпущенную в 1916 году издательством «Мусагет».
Первое стихотворение «Как океан меняет цвет…» является прологом (по мнению Е. Эткинда, играет роль увертюры, которой и посвящено) и написано значительно раньше остальных: его черновой вариант был закончен ещё в октябре 1913 года. Остальные стихотворения цикла Эткинд объединяет в три триады в том порядке, в котором они помещены, отмечая, что «сюжетное движение цикла можно выразить в виде следующей формулы: Я — ОНА — ЛЮБОВЬ».
Цикл знаменует собой завершение развития любовной линии лирики Блока. При этом исследователи видят нём больше, чем воплощение любовной страсти: «сквозь пламенные строки постепенно проступает сближение „черной и дикой судьбы“ поэта с сестрой „дикой вольности“, цыганкой Кармен».